# Ernst Emil Peterson
Ernst Emil Peterson (ur. 1808 w Bydgoszczy, zm. 1867 w Bydgoszczy) – adwokat, notariusz, nadburmistrz Bydgoszczy (1840–1844), deputowany do Sejmu Wielkiego Księstwa Poznańskiego.

## Życiorys
Urodził się 18 grudnia 1808 w Bydgoszczy. Był synem Ernsta Conrada Petersona, inspektora Kanału Bydgoskiego i Dorothy Elisabeth z domu Senff. Po odbyciu studiów prawniczych przeszedł kolejne etapy kariery sądowniczej. W 1837 r. został mianowany asesorem wyższego sądu krajowego i z tym cenzusem pracował w sądach bydgoskich.
W 1840 r. złożył swoją kandydaturę w wyborach burmistrza Bydgoszczy, po śmierci Carla Boethke, dotychczas zajmującego to stanowisko. Z rywalizacji, w której ubiegało się 15 kandydatów wyszedł zwycięsko. 8 kwietnia 1840 r. Rada Miejska w Bydgoszczy wybrała go burmistrzem miasta, a 18 września 1840 r. wybór ten zatwierdziła Królewska Regencja w Bydgoszczy. Sukces ten w jakiejś mierze zawdzięczał ojcu, osobie powszechnie szanowanej.
Urzędowanie jako burmistrz rozpoczął z dniem 1 października 1840 r. W 1843 r. wybrano go ponadto deputowanym do Sejmu Wielkiego Księstwa Poznańskiego. Uczestniczył w pracach sejmowej komisji zajmującej się opracowaniem petycji do króla w sprawie przywrócenia Polakom swobód narodowych. Petycja ta była wyrazem protestu przeciwko polityce wzmożonej germanizacji na terenie Wielkiego Księstwa Poznańskiego, której zdecydowanym zwolennikiem był naczelny prezes prowincji Eduard Heinrich Flottwell.
Działalność Petersona w poznańskim sejmie krajowym stała się przyczyną jego odejścia ze stanowiska burmistrza, gdyż bydgoskie władze regencyjne niechętnie widziały jego propolską działalność. Wokół jego osoby narastała atmosfera dezaprobaty, która z czasem przerodziła się w otwarty konflikt polityczny między władzami miasta i administracją państwową. Uniemożliwił on w praktyce normalne funkcjonowanie magistratu. W związku z tym wymuszono na nim podanie się do dymisji. Stosowny wniosek z rezygnacją ze stanowiska burmistrza złożył Radzie Miejskiej w Bydgoszczy 28 marca 1844 r., a 3 kwietnia 1844 r. ostatecznie opuścił zajmowane stanowisko. Wybrany na 12-letnią kadencję urząd swój pełnił tylko przez 3 i pół roku. Padł ofiarą nowego kursu politycznego, którego wykładnią była germanizacja tej części Królestwa Prus.
Po odejściu z magistratu, powrócił do pracy w sądownictwie. W latach 1844–1847 był obrońcą przy Sądzie Powiatowym w Bydgoszczy. W 1847 r. został mianowany notariuszem i działalność tę prowadził do śmierci. W 1848 r. otrzymał tytuł komisarza sprawiedliwości jako obrońca przy Sądzie Krajowym w Bydgoszczy. U schyłku życia uhonorowano go jako prawnika, nadając mu w 1864 r. tytuł radcy sprawiedliwości.
Zmarł 13 listopada 1867 w Bydgoszczy.
Był żonaty z Elise z domu Bischoff. Miał pięcioro dzieci. Jeden z jego synów – Julius Peterson – był burmistrzem Bydgoszczy w latach 1881–1889. Zamieszkiwał przy ul. Toruńskiej 39 w Bydgoszczy.